# Chicago house
Chicago house – najwcześniejszy podgatunek muzyki house, wywodzi się z Chicago, a dokładnie klubu Warehouse. Amerykański DJ Frankie Knuckles popularyzował ten rodzaj muzyki na początku jej istnienia.